# Рождение Стальной Крысы
Рождение Стальной Крысы (англ. A Stainless Steel Rat is Born) — фантастический роман американского писателя Гарри Гаррисона, входящий в серию Стальная Крыса. Первый по внутренней хронологии серии, описывает начало карьеры Стальной Крысы. Издан в 1985 году. По мнению английского критика Дэвида Лэнгфорда, книга хотя и не дотягивает до уровня первой в серии, но весьма к этому близка.

## Сюжет
Сюжет повествует о жителе планеты Бит О’Хэвен (встречается вариант «Райский Уголок») Джеймсе Боливаре ди Гризе. Жизнь на его планете скучна, а сам Джим значительно умнее окружающих людей, из-за чего плохо вписывается в общество. С детства он занимался мелким воровством с помощью приспособлений собственного изобретения. Повзрослев, он решил набраться опыта у своих более опытных коллег. С этой целью он ограбил банк и специально дал себя поймать. Однако вскоре Джим понял, что те, кого он встретил в тюрьме, не более чем неудачники в криминальной сфере, а настоящие профессионалы никогда не попадаются. Следующей его целью стал легендарный преступник по кличке «Слон». Полагая, что ему не удастся самому выйти на Слона, Джим стал имитировать его преступления, чтобы Слон сам вышел на него. Вскоре после их встречи в отношении Слона возбуждают уголовное дело, и после того, как Джим спасает его, Слон соглашается взять его в ученики. Вместе они попадают на планету, где царит средневековье и где Слон гибнет. Джиму удается отомстить за его смерть, однако он сам попадает в руки полиции. Но так как захватившая его Галактическая Лига занималась гораздо более крупными делами, ему позволяют сбежать.